# جيمس آدامز
جيمس آدامز (بالإنجليزية: James Adams)‏ (17 أغسطس 1864 بإدنبرة في المملكة المتحدة - 24 أبريل 1943 بنيوجيرسي في المملكة المتحدة) هو حكم كرة قدم ولاعب كرة قدم بريطاني (وحمل سابقاً جنسية المملكة المتحدة لبريطانيا العظمى وأيرلندا) في مركز الدفاع. شارك مع منتخب اسكتلندا لكرة القدم. أما مع النوادي، فقد لعب مع نادي إيفرتون وهارت أوف ميدلوثيان ورابطة كرة القدم الاسكتلندية الحادية عشر ‏.

## وصلات خارجية
- جيمس آدامز على موقع الاتحاد الإسكتلندي (الإنجليزية)
- جيمس آدامز على موقع قاعدة بيانات كرة القدم.إي يو (الإنجليزية)